# Lačni Franz
Lačni Franz (Gladni Franz na slovenačkom) je  slovenački rok bend iz Maribora koji je bio aktivan od 1979. do 1997, а bend se u zimu 2005-2006 ponovo okupio i održao seriju koncerata u Sloveniji i širom bivše Jugoslavije.

## Istorija
Lačni Franz su juna 1979. osnovali Zoran Predin i članovi grupe Zevs. Predin je dotle pisao tekstove i počeo da pravi muziku i nije imao nikakvih iskustava u radu sa rok grupama, a juna 1979. ga je na Pohorju primetio Oto Rimele (tada član grupe Zevs), kada je Predin proslavljao rođendan, i pozvao ga na probu. Lačni Franz znači Gladni Franz, što je u vremenu vladavine disko muzike značilo da su gladni roka. Franz je promenjen od Franc, „iz zezanja“, kako su rekli članovi, zato što je to najčešće ime u Štajerskoj. Pored Predina (vokal) i Rimelea (gitara), u sastavu benda su još bili bubnjar Andrej Pintarič, basista Zoran Stjepanovič i klavijaturista Mirko Kosi.
Prvi veći nastup bend je imao na Omladinskom festivalu u Subotici 1981. godine, kada su osvojili nagradu za interpretaciju. Iste godine su izdali prvi album pod imenom „Ikebana“, koji su snimili za samo 36 sati. Krajem 1981. prestaju sa radom jer je većina članova otišla u JNA, ali su pre toga snimili album „Adijo pamet“, koji je izdat 1982, ali je zbog odsustva koncerata album prošao nezapaženo. Septembra 1983. objavljuju album „Ne mi dihat za ovratnik“, koji im donosi prvi hit. U decembru 1983. snimaju živi album „Sliši školjka poje ti“ sa dva koncerta u Ljubljani i Mariboru, koji su potpisali kao Top Zizi jer su maskirani izlazili na sopstvene koncerte i predstavljali se kao predgrupa pod tim imenom.
Autorska stagnacija na albumu „Slon med porcelanom“, koji su izdali 1984, donela je prvu veću krizu grupe, kada su bili na ivici raspada. Oto Rimele je po završetku albuma „Na svoji strani“ iz 1986. napustio bend i otišao u Laibach. Taj album je uprkos tome doneo do tada najveći uspeh grupi, sa nekoliko velikih hitova, a takođe je to bila prva studijska ploča koju su sami producirali. Novi gitarista benda je nakon odlaska Rimelea postao Milan Prislan, a 1987. izdaju album „Sirene tulijo“, koji je obežila pesma Zdravljice (obrada poeme Franceta Prešerna), koja je zbog neformalne interpretacije proglašena nepodobnom.
Lačni Franz u septembru 1989. uz Bajagu i EKV predstavljaju Jugoslaviju na međunarodnom EBU rok festivalu u Novom Sadu. Iste godine objavljuju album „Tiha voda“, sa novim članom, perkusionistom Ninom Mureškićem. U danima kada su odlučivali da li da nastave dalje ili ne, 1994. izdaju album simboličnog naziva „Zadnja večerja“. Poslednji veći koncert Lačni Franz su održali aprila 1996. u Sarajevu.
Bend se u zimu 2005.-2006. okupio i održao seriju koncerata u Sloveniji i širom bivše Jugoslavije, а od 2014. godine ponovo nastupa i 2016. izdaje album "Ladja norcev".

## Članovi benda
- Zoran Predin, vokal
- Zoran Stjepanovič, bas gitara
- Mirko Kosi, klavijatura
- Andrej Pintarič, bubnjevi
- Milan Prislan, gitara (1985-)
- Oto Rimele, gitara (1979–1985)
- Sašo Stojanovič, bas gitara (1979–1983)
- Damjan Likavec, bubnjevi (1979–1982)
- Nino Mureškič, konge (1987–1989)

## Diskografija

### Albumi
- 1981. - Ikebana (Helidon )
- 1982. - Adijo pamet (Helidon)
- 1983. - Ne mi dihat za ovratnik (Helidon)
- 1984. - Slon med porcelanom (Helidon)
- 1986. - Na svoji strani (Helidon)
- 1987. - Sirene tulijo (Helidon)
- 1989. - Tiha voda (Helidon)
- 1994. - Zadnja večerja (Helidon)
- 2016. - Ladja norcev (Sedvex Records)
- 2016. - Svako dobro (Croatia Records)

### Albumi uživo
- 1984. - Sliši školjka poje ti (Helidon)
- 1995. - Lačni Franz v živo (LF 1995. dva koncertna CD-a)
- 2005. - Starši Vaših Radosti (KUD Levi Breg)

### Kompilacije
- 1989. - Kaj bi mi brez nas (Helidon)
- 1991. - Ilegalni pubertetniki (Helidon)
- 1995. - Nasvidenje na plaži (Helidon)

## Spoljašnje veze
- Lačni Franz - biografija
- Sajt fanova benda Архивирано на веб-сајту  (9. септембар 2012)
- Diskografija na discogs.com

## Literatura
- Janjatović, Petar (2003). Ex YU rock enciklopedija. Beograd: Čigoja štampa.  137175308.